# هوي باين
هوي باين (بالإنجليزية: Howie Payne)‏ هو مغن مؤلف وعازف قيثارة بريطاني، ولد في 5 نوفمبر 1970 في ليفربول في المملكة المتحدة.

## وصلات خارجية
- الموقع الرسمي
- هوي باين على موقع ميوزك برينز (الإنجليزية)
- هوي باين على موقع ديسكوغز (الإنجليزية)